# Hapoël Ashkelon FC
Maillots
Le Hapoël Ashkelon Football Club (en hébreu : מועדון כדורגל הפועל אשקלון), plus couramment abrégé en Hapoël Ashkelon, est un club israélien de football fondé en 1955 et basé dans la ville d'Ashkelon.
Le club évolue dans le championnat d'Israël et joue au stade Sala contenant 10 000 places.

## Palmarès
| \| - Coupe d'Israël : - Finaliste : 2006-07. - Coupe de la Ligue israélienne (1) : - Vainqueur : 1984-85. - Championnat d'Israël D2 (1) : - Champion : 1996-97. - Vice-champion : 1998-99, 2009-10 et 2015-16. \| \| - Championnat d'Israël D3 (1) : - Champion : 2004-05. - Coupe de la Ligue israélienne D3 (3) : - Vainqueur : 2001-02, 2002-03, 2004-05. \| |  | |
| - Coupe d'Israël : - Finaliste : 2006-07. - Coupe de la Ligue israélienne (1) : - Vainqueur : 1984-85. - Championnat d'Israël D2 (1) : - Champion : 1996-97. - Vice-champion : 1998-99, 2009-10 et 2015-16. |  | - Championnat d'Israël D3 (1) : - Champion : 2004-05. - Coupe de la Ligue israélienne D3 (3) : - Vainqueur : 2001-02, 2002-03, 2004-05. |

## Personnalités du club

### Présidents du club
- Sharon Habazi
- Eitan Ksantini
- Dror Almalem

### Entraîneurs du club[2]
| - Michael Kadosh : 1983-1984 - Michael Kadosh : 1992-1993 - Repahel Cohen : jan. 2005-oct. 2005 - Yehoshua Feigenbaum : 2007-jan. 2010 - Uri Malmilian : jan. 2010-2010 - Guy Azouri : 2010-mars 2011 | - Eli Mahpud : mars 2011-août 2012 - Sharon Avitan : oct. 2012-mars 2013 - Danny Golan : 2013-jan.2014 - Eyal Lahman : jan. 2014-2014 - Yuval Naim : depuis 2014 |

### Ancien joueurs notables du club
| - Gastón Sangoy - Bonni Ginzburg | - Barak Yitzhaki - John de Wolf |